# Nicolas Bal
Nicolas Bal (Saint-Martin-d'Hères, 2 de junio de 1978) es un deportista francés que compitió en esquí en la modalidad de combinada nórdica. 
Participó en tres Juegos Olímpicos de Invierno, entre los años 1998 y 2006, obteniendo una medalla de bronce en Nagano 1998, en la prueba por equipo (junto con Sylvain Guillaume, Ludovic Roux y Fabrice Guy), el sexto lugar en Salt Lake City 2002 y el quinto en Turín 2006, en la misma prueba.

## Palmarés internacional
| Juegos Olímpicos | Juegos Olímpicos | Juegos Olímpicos  | Juegos Olímpicos         |
| Año              | Lugar            | Medalla           | Prueba                   |
| ---------------- | ---------------- | ----------------- | ------------------------ |
| 1998             | Nagano (Japón)   | Medalla de bronce | TN + 4 × 5 km por equipo |